# Eva Ekeblad
Eva Ekeblad (Estocolmo, 10 de julio de 1724 - Lidköping, 15 de mayo de 1786), nacida Eva De la Gardie, fue una agrónoma sueca, científica, anfitriona de salones literarios y condesa del Reino de Suecia. Su descubrimiento más conocido fue obtener harina y alcohol utilizando la papa (1746). Fue la primera integrante femenina de la Real Academia de las Ciencias de Suecia (1748).

## Historia y vida privada
Eva De la Gardie era hija del conde estadista Magnus Julius De la Gardie (1668-1741) y de la política amateur y anfitriona de salones literarios Hedvig Catharina Lilje; hermana del capitán Carl Julius de la Gardie y Hedvig Catharina De la Gardie, además tía de Hans Axel de Fersen. Su hermano fue el esposo de la famosa Catalina Carlota De la Gardie y cuñado de Hedvig Taube.
Eva fue casada a los 16 años (1740) con el conde estadista Claes Claesson Ekeblad y se convirtió en la madre de siete hijos (un niño y seis niñas). La pareja residía en Estocolmo y una hacienda en Västergötland y pertenecían a los círculos más altos de la nobleza sueca. Eva Ekeblad era famosa por su caridad con los pobres.
Su esposo solía estar ausente y Eva era responsable del manejo de la hacienda y supervisaba a los administradores de las asambleas rurales de Mariedal y Stola Manor. En Estocolmo, era anfitriona de un salón cultural y fue descrita como "una de las pocas damas aristocráticas cuyo honor era considerado inmaculado". Los primeros conciertos de la música de misa de Johan Helmich Roman fueron llevados a cabo en su salón en el palacio Ekeblad.

## Hijos
- Claes Julius Ekeblad (1742-1808).
- Hedvig Catharina (1746-1812).
- Eva Magdalena (1747-1824).
- Beata Charlotta (1748-1771).
- Agneta Sofia (1750-1824).
- Ebba Maria (1752-1839).
- Brita Lovisa (1754-1815). Su madre

## Actividad científica
Ekeblad desarrolló un método para hacer harina y alcohol usando papas. Comenzó entonces a cultivar plantas de papa, que habían sido introducidas en Suecia en 1658 pero hasta entonces solo se cultivaban en invernaderos de la aristocracia. Esto mejoró ampliamente los hábitos alimenticios y redujo las hambrunas. Previamente, el alcohol se había obtenido de trigo, centeno y cebada; estos pudieron ser entonces destinados a la fabricación de pan.
También descubrió un método para teñir algodón textil y lana utilizando jabón (1751), y descubrió cómo reemplazar los peligrosos ingredientes de los cosméticos de la época haciendo polvos derivados de la patata (1752). Se dice que promocionaba el uso de las papas utilizando flores de la planta como adornos para el cabello.
Eva escribió a la Real Academia de las Ciencias de Suecia sobre su primer descubrimiento en 1746. En 1748, se convirtió en la primera mujer en ser elegida por la Academia, aunque nunca participó de ninguno de los encuentros de la entidad. Después de 1751, la Academia la mencionó como miembro honorario en vez de como miembro completo, ya que el estatuto limitaba la membresía a los hombres.